# Slaget vid Mingolsheim
Slaget vid Mingolsheim utkämpades den 17 april 1622 (enligt den julianska kalendern) eller den 27 april 1622 (enligt den gregorianska kalendern) nära den tyska staden Wiesloch, söder om Heidelberg, mellan en protestantisk armé under hertig von Mansfeld och markisen av Baden och en katolsk armé under Tilly. 
Slaget blev en protestantisk seger.